# Club Deportivo Dragón
Maillots
Le C.D. Dragón est un club de football salvadorien basé à San Miguel, fondé le 18 septembre 1939.
Le club remporte deux titres de champion du Salvador dans les années 1950.

## Palmarès
- Championnat du Salvador (3)
  - Champion : 1951, 1953,  2016 (Clausura)

- Championnat du Salvador de D2 (4)
  - Champion : 1977, 1989, 1995, 2013 (Clausura)